# Чарли Чаплин
 Тази статия е за актьора и режисьор.  За филма вижте Чаплин (филм).  
Сър Чарлс Спенсър Чаплин (на английски: Charles Spencer Chaplin) е британски комик, режисьор, сценарист и композитор, работил през по-голямата част от живота си в САЩ, считан за една от най-важните фигури в историята на филмовата индустрия и една от най-талантливите личности от ерата на нямото кино. Чарли Чаплин е най-известният актьор в ранните холивудски филми, а по-късно и забележителен режисьор.
Той е създателят на един от най-знаменитите и незабравими образи в нямото кино – на Скитника. Неговата кариера обхваща повече от 75 години, от детството във викторианската епоха до една година преди смъртта му през 1977 г. и е изпълнена с противоречия. Обвиняван е в симпатии към комунистите и влиза в черния списък на Холивуд, а женитбите и връзките му с много по-млади от него жени предизвикват скандали. След започналото разследване на ФБР Чаплин е принуден да напусне Съединените щати и да се установи в Швейцария.
Пише, режисира, продуцира, редактира, участва в и композира музиката за повечето от филмите си. Той е перфекционист и финансовата му независимост му позволява да прекарва години в разработването и производството на даден филм. Неговите филми се характеризират с добре обмислена клоунада, съчетана с патос, вписани в борбата на Скитника с противниците му. Много от тези филми съдържат социални и политически теми, както и автобиографични елементи. Носител е на два почетни Оскара, през 1929 и 1972 г., като част от подновеното признание за работата си. Едни от най-известните му филми, популярни и днес са „Треска за злато“, „Светлините на града“, „Модерни времена“ и „Великият диктатор“, класирани сред едни от най-добрите филми на всички времена. През 1999 г. Американският филмов институт поставя Чарли Чаплин на 10-о място в списъка на 100 най-големи звезди на киното за последните 100 години сред мъжете.

## Биография

### Произход и ранни години
Чарлс Спенсър Чаплин е роден на 16 април 1889 година в Лондон, а родителите му са певци и актьори от мюзик хола. Те се разделят преди той да навърши три години. Баща му, Чарлс Чаплин старши, е алкохолик и не общува много със сина си, макар че Чарли Чаплин и неговият полубрат Сидни Джон Хил Чаплин живеят известно време с него и любовницата му Луиз, по време на един от престоите на майка им в приют за психично болни. Чарлс Чаплин старши умира през 1901 година от цироза.
След раздялата на родителите си двете деца живеят с майка си в различни части на Лондон. Майката, Хана Чаплин, произлиза по майчина линия от голям цигански род. Самият той по-късно говори с гордост за този факт, макар че в същото време го определя и като „скелета в семейния гардероб“.
Поради проблеми с гърлото през 1894 година Хана Чаплин е принудена да прекрати кариерата си на певица, а малко по-късно отново постъпва в приют за психично болни. Сид и Чарли попадат в интернат за сираци и изоставени деца и от ранна възраст започват да участват в различни мюзик хол представления. Тези години на крайна бедност оказват голямо влияние върху по-късното творчество на Чарли Чаплин. По време на преброяването от 1901 година Чарли Чаплин е единадесетгодишен и живее с група танцьори, ръководена от Уилям Джаксън.
През 1921 година, след като постигат успех в Съединените щати, Сид и Чарли Чаплин отвеждат майка си в Холивуд, където тя умира през 1928 година. През 1918 година при тях се премества и по-малкият им полубрат Уилър Драйдън, който е отгледан от баща си и за чието съществуване те не знаят дотогава.

#### Първи прояви на сцена
Между времето, прекарано в бедните училища и психичното заболяване на майка си, Чаплин започва да играе на сцената. По-късно той си спомня че прави първия си аматьорски дебют на петгодишна възраст. Това е изолирано събитие, но когато е на деветнайсет, майка му го насърчава и уверява, че има талант. Чрез връзките на баща си младият актьор става член на осем танцувални трупи, с които през 1899 и 1900 г. обикаля английските музикални зали. Чаплин работи усилено и актът е популярен сред аудиторията, но той не е доволен от танците и иска да създаде комедиен ефект.
Обикаля с осемте трупи, но майка му настоява да посещава и училище. Въпреки това на 13 години Чарли Чаплин изоставя образованието си. Той работи на няколко места, докато храни амбицията си да стане актьор. На 14-годишна възраст, малко след рецидив на заболяването на майка му, той се регистрира в театрална агенция в лондонския Уест Енд. Мениджърът усеща потенциала на Чаплин, който веднага получава първата си роля. Премиерата е през юли 1903 г., но шоуто е неуспешно и приключва само след две седмици. Въпреки това, комичните представления на Чаплин са забелязани и получават похвала в много от рецензиите.
Сейнсбъри му осигурява роля в продукцията на Чарлс Фроман „Шарлок Холмс“, където играе Били в три национални турнета. Изпълнението му е толкова добре прието, че е призован в Лондон, за да играе ролята заедно с оригиналния Шерлок Холмс – Холис Уилям Джилет. На 16-годишна възраст Чаплин участва в продукцията на Уест Енд в театъра „Херцогът от Йорк“ от октомври до декември 1905 г. Той завършва последното си турне в началото на 1906 г., след повече от две и половина години.

#### Комедии и водевили
Чаплин скоро намира работа с нова компания и отива на турне с брат си, който също преследва актьорска кариера, с комедийния скеч наречен „Ремонти“. През май 1906 г. се присъединява към цирка на Кейси, където разработва популярни бурлески сценки и скоро става звездата на шоуто. При завършване на турнето през юли 1907 г. 18-годишният Чарли Чаплин е вече завършен комик.
Междувременно Сидни Чаплин се присъединява към престижната комедийна компания на Фред Карно през 1906 г., а през 1908 г. е един от ключовите им изпълнители. През февруари той успява да осигури двуседмичен пробен период за своя по-малък брат. Карно първоначално е предпазлив и смята Чаплин за „бледен, мърляв и мрачен млад актьор“, който „изглежда твърде срамежлив, за да направи нещо добро в театъра“. Тийнейджърът обаче оказва влияние, особено след първата си нощ в Лондонския Колизеум и той бързо сключва договор. Чаплин започва да играе поредица от незначителни роли и в края на краищата достига главни роли през 1909 г. През април 1910 г. получава главната роля в нов скеч, „Безстрашният Джими“, който постига голям успех, а Чаплин привлича вниманието на пресата.
Карно избира новата си звезда да се присъедини към секцията на компанията, която включва и Стан Лаурел за обиколка на Северна Америка с водевили. Младият комик оглавява шоуто и впечатлява рецензентите, описан като „един от най-добрите художници на пантомима, който някога е виждан тук“. Най-успешната му роля е на пияница, която му носи значително признание. Турнето продължава 21 месеца и трупата се завръща в Англия през юни 1912 г. Чаплин си припомня, че има обезпокоителното чувство, че потъва в депресията на познатите места и затова изпитва задоволство, когато започва ново турне през октомври.

### Начало на филмовата кариера

#### Кийстоун
На 2 октомври 1912 г. младежът отива с трупата на Карно в САЩ и остава там. По време на неговите представления е забелязан от продуцента Мак Сенет. Шест месеца след второто американско турне, Чаплин е поканен да се присъедини към Нюйоркската филмова компания. Мак Сенет, който е свидетел на неговите изпълнения, смята, че той може да замести Фред Мейс, звезда на техните студиа в Кийстоун, който възнамерява да напусне. Чарли Чаплин се срещна с компанията и подписва договор за $150 на седмица ($3,714, 2017 г.) през септември 1913 г. Пристига в Лос Анджелис, където е студиото Кийстоун, в началото на декември 1913 г. Шефът му Мак Сенет първоначално изразява загриженост, че 24-годишният младеж изглежда твърде млад и не го използва в снимки до края на януари. През това време Чарли Чаплин се опитва да научи процесите на филмопроизводството. На 2 февруари 1914 година излиза дебютния му филм „Да заработваш прехраната си“ (Making a Living), който не му харесва. Известният му на цял свят персонаж на малкия човек, бродяга и скитник се появява едва във втория му филм „Детски автомобилни състезания“. Сакото е тясно, шапката малка, а панталоните и обувките големи. Той прибавя мустаците за да завърши образа. Неговият персонаж също така има много характерна смешна и поклащаща се походка. Опитва се да направи предложения за филмите, в които участва, но тези идеи са отхвърлени от неговите режисьори.
„Застигнат от дъжда“ (Caught in the Rain), който излиза на 4 май 1914 г., е режисьорският дебют на Чаплин и е изключително успешен. След това режисира почти всеки късометражен филм, в който се появява в Кийстоун, с темп от приблизително една седмица, период, който по-късно си спомня като най-вълнуващото време в кариерата си. Следват още няколко успешни филма. Когато договорът на Чарлс Чаплин изтича в края на годината и трябва да бъде подновен, той иска $1000 на седмица ($24 761, 2017 г.), но сумата е отхвърлена като твърде голяма.

#### Есаней
Филмовата компания Есаней в Чикаго изпраща на Чарли Чаплин оферта за $1250 на седмица с бонус от $10 000. Той се присъединява към студиото в края на декември 1914 г., където започва да събира редовни, постоянни участници, между които Лео Уайт, Бъд Джеймисън, Пади Макгуайър и Били Армстронг. Той скоро назначава и водеща актриса – Една Първайънс, която среща в кафене и наема заради красотата ѝ. Тя се появява в 35 филма с него в продължение на осем години. Двойката също така има романтична връзка, която продължава до 1917 г.
Чаплин осъществява висок контрол над своите филми и започва да отделя повече време и грижи над всеки филм. Последните седем от общо 14 филма, които прави в Есаней са произведени с по-бавно темпо. Той също така започва да променя персонажа си на екрана след критики заради неговата „груба, сурова и брутална“ природа. Характерът му става по-нежен и романтичен. „Скитникът“ (април 1915 г.) се счита за особена повратна точка в развитието на този персонаж. Новаторството в комедийните филми на Чарли Чаплин е забелязано от сериозните критици, които започват да ценят работата му. В Есаней той открива темите и настройките, които определят света на неговия скитник.
През 1915 г. Чаплин става културен феномен. Магазините са снабдени със стоки „Чаплин“, той е включен в карикатури и комикси, а за него са написани няколко песни. Тъй като неговата слава нараства в световен мащаб, той става първата международна звезда на филмовата индустрия. Когато договорът му с Есаней завършва през декември 1915 г. комикът е напълно запознат с популярността си и иска $150 000 от следващото студио. Той получава няколко предложения, най-доброто от които е за $10 000 на седмица.

#### Мютюъл
Договорът му с Мютюъл възлиза на $670 000 годишно, което го прави на 26 години един от най-добре платените хора в света. Високата заплата шокира обществеността и е широко дискутирана в пресата. Джон Р. Фройлер, президент на студиото, обяснява: „Можем да си позволим да плащаме на г-н Чаплин тази голяма сума годишно, защото обществеността иска Чаплин и ще му плати“.
Мютюъл му дава собствено студио в Лос Анджелис и той се настанява там и започва работа през март 1916 г. като добавя двама ключови членове към състава си, Албърт Остин и Ерик Кембъл и продуцира серия от комплексни комедийни филми. Назначава и актьора Хенри Бергман, който ще работи с него в продължение на 30 години. В договора по взаимно съгласие се предвижда да издава един филм на всеки четири седмици, което той успява да постигне през 1916 г. През новата година обаче Чаплин започва да изисква повече време. Той прави само четири филма за Мютюъл през първите десет месеца на 1917 г.: „Тихата улица“, „Лечението“, „Имигрантът“ и „Търсачът на приключения“. С внимателното си конструиране тези филми се считат от изследователи на Чаплин за най-добрата му работа. По-късно Чарли Чаплин си спомня за годините в Мютюъл като най-щастливият период от кариерата си. В същото време смята, че тези филми стават все по-бланкетни и той все повече не е удовлетворен от условията на работа, които ги насърчават.
Чаплин е атакуван в британските медии, че не участва в Първата световна война. Неговата защита е, че би се бил за Великобритания, ако бъде призован и че се е регистрирал в Америка, но не е получил призовка от нито една от двете страни. Въпреки тази критика, Чаплин е любимец на войските и популярността му продължава да расте в световен мащаб. През 1917 г. професионалните имитатори на Чаплин са толкова широко разпространени, че го принуждават да предприеме правни действия. Съобщава се, че девет от десет мъже, които присъстват на партита, са облечени в костюми на Скитника. Същата година проучване на Бостънското дружество за психични изследвания стига до заключението, че Чаплин е „американска мания“ и признава неговия комичен гений.
Договорът му завършва и студиото се разделя с него приятелски. С гореспоменатата си загриженост относно понижаването на качеството на неговите филми поради клаузи за договорни графици, главната грижа на Чаплин при намирането на нов дистрибутор е независимостта. За него е по-важно качеството, а не количеството. Трябват му време и пари. През юни 1917 г. той подписва договор за осем филма с Първи национален изложбен кръг в замяна на 1 милион долара. Избира да построи свое собствено студио, разположено на пет акра земя на брега на булевард Сънсет, с нови модерни производствени съоръжения. Студиото е завършено през януари 1918 г.
„Животът на едно куче“, който излиза през април 1918 г. е първият филм по новия договор. В него Чаплин демонстрира нарастващата си загриженост за постройката на разказа и за представата за Скитника като за нещо като Пиеро. Филмът е описан от Луи Делюк като „първото цялостно произведение на изкуството в киното“. След него Чаплин организира кампания, обикаляйки Съединените щати за един месец, за да събере пари за съюзниците от Първата световна война. Той също така продуцира кратък пропаганден филм, дарен на правителството за набиране на средства. Следващият филм на Чарли Чаплин е военен, „На рамо“. Той поставя Скитника в окопите и прекарва четири месеца, заснемайки 45-минутния филм, пуснат през октомври 1918 г. с голям успех.

#### United Artists и Хлапето
След отказа на First National за повече пари и след загриженост за евентуално сливане на компании, а и за качеството на филмите, през 1919 г. Чаплин решава да основе нова собствена компания „United Artists“ заедно с Мери Пикфорд, Дъглас Феърбанкс и Дейвид Грифит. Споразумението е революционно във филмовата индустрия, тъй като позволява на четиримата партньори – всички творци, да финансират лично своите снимки и да имат пълен контрол над филмите си. Чаплин бърза да започне работа с новата компания и предлага на First National да откупи договора си, но те му отказват и настояват да завърши останалите 6 филма.
Преди създаването на United Artists Чарли Чаплин се жени за първи път. 16-годишната актриса Милдред Харис разкрива, че е бременна с детето му и през септември 1918 г. той се жени за нея без много шум в Лос Анджелис, за да избегне спорове. Скоро след това е установено, че бременността е фалшива. Чаплин е недоволен и чувства, че бракът пречи на творчеството му. Продукцията на филма „Слънчевата страна“ забуксува. Харис забременява и на 7 юли 1919 г. ражда син, Норман Спенсър Чаплин, който умира само три дни по-късно. Бракът е разтрогнат през април 1920 г., а в своята автобиография Чаплин обяснява, че те са били безусловно несъвместими.
Загубата на сина му плюс собствените му детски преживявания повлияват на филма на Чаплин, който превръща Скитника в покровител на малко момче. За това ново начинание той също така желае да направи повече от комедия и да остави своя белег в един променен свят. Заснемането на „Хлапето“ започна през август 1919 г. с четиригодишния Джеки Куган и е сниман в продължение на девет месеца до май 1920 г. Филмът е 68 минути, най-дългият до този момент. Справяйки се с проблемите на бедността и разделянето на родители и деца, „Хлапето“ е един от първите филми, който прави опит за комбиниране на комедия и драма. Изиза на екран през януари 1921 г. с незабавен успех и до 1924 г. е гледан в над 50 държави.
Чаплин прекарва пет месеца в снимки на следващия си филм – „Идеалната класа“. След пускането му на екран през септември 1921 г., той избира да се завърне в Англия за първи път от почти десетилетие. След това той работи за изпълнението на договор си, като пуска последните два филма – през февруари 1922 г. „Ден за заплащане“ и през 1923 г. „Пилигримът“.

### Немите филми
Слава на Чарли Чаплин носи нямото кино и въпреки че звукът се появява във филмите през 1927 г., той остава верен на старата технология още цяло десетилетие. Първият звуков филм на Чаплин е „Великият диктатор“ – антихитлеровски филм, заснет през 1940 г.

#### Парижанка и Треска за злато
След като изпълнява договора си с First National, той най-накрая е свободен да направи първия си филм като независим продуцент. През ноември 1922 г. започва да заснема „Парижанка“, романтична драма за недоброжелателните любовници. Иска да направи Една звезда с този филм и затова не се появява във филма освен за кратко. Той пожелава филмът да има реалистично усещане и затова изисква от своя актьорски състав да има въздържани реакции. В реалния живот според него мъжете и жените се опитват да скрият емоциите си, вместо да ги показват. Премиерата е през септември 1923 г. и е аплодирана за своя иноваторски фин подход. Обществото обаче изглежда няма никакъв интерес към филм на Чаплин без Чаплин и това води до разочарование и слаба посещаемост. Режисьорът е наранен от този провал и оттегля филма от циркулация.
Чаплин се завръща в комедията за следващия си проект. Определяйки високите си стандарти, той си каза че следващият филм трябва да е епичен и велик. Вдъхновен от снимка на Клондайкската златна треска от 1898 г., а по-късно и от историята на партията Донер от 1846 – 47 г. се получава това, което Джофри Макнаб нарича епична комедия на мрачна тема. В „Треска за злато“, Скитника е самотен професор, който се бори с несгодите и търси любов. С Джорджия Хейл като новата му дама във водеща роля, Чаплин започва да заснема филма през февруари 1924 г. Неговата сложна продукция, струваща почти 1 милион долара, включва снимане на място в планините Тръки с 600 екстри, екстравагантни комплекти и специални ефекти. Последната сцена е заснета през май 1925 г. след 15 месеца от началото.
Чаплин чувства, че „Златната треска“ е най-добрият филм, който е направил до този момент. Излиза през август 1925 г. и се превръща в един от най-скъпите филми. Комедията съдържа някои от най-известните сцени, като например Скитника, който яде обувките си и танца с хлебчетата. Макнаб го нарича квинтесентен филм на Чаплин.

#### Циркът
По време на снимките на „Треска за злато“ Чаплин се жени за втори път. Втората му жена, Лита Грей, прави изненадващо известие за бременност, което принуждава Чаплин да сключи брак. Тя е на 16 години, а той на 35 години, което означава, че би могъл да бъде обвинен в изнасилване съгласно калифорнийския закон. Поради това той организира таен брак в Мексико на 25 ноември 1924 г. Първият им син, Чарлз Спенсър Чаплин младши, е роден на 5 май 1925 г., следван от Сидни Ърл Чаплин на 30 март 1926 г.
Бракът е нещастен и Чаплин прекарва дълги часове в студиото, за да не вижда жена си. През ноември 1926 г. Грей взима децата и напуска семейния дом. Следва горчив развод, в който Грей обвинява Чарли Чаплин в изневяра, насилие и извратени сексуални желания. Информацията се промъква в пресата. Чаплин съобщава, че е в нервна криза, тъй като историята се превръща в главна новина на първа страница и групи, формиращи се в Америка призовават филмите му да бъдат забранени. Стремейки се да прекратят делото без по-нататъшен скандал, адвокатите му се съгласяват на парично споразумение от 600 000 долара – най-голямата сума, присъдена от американските съдилища по онова време.
По същото време Чарли Чаплин започва да работи над нов филм, „Циркът“. В него той превръща Скитника в звезда на цирка по случайност. Заснемането е спряно за 10 месеца, докато се занимава с развода, а и като цяло снимането и производството срещат много затруднения. Снимките приключват през октомври 1927 г., а филмът е пуснат през януари 1928 г. Отзивите са положителни. На първите Оскари той получава специална награда „За гъвкавост и гениалност в актьорството, писането, режисирането и продуцирането на Циркът“. Въпреки успеха, постоянно свързва филма със стреса от производството му. Пропуска го в автобиографията си.

#### Светлините на града
По времето, когато „Циркът“ е пуснат по екраните, Холивуд вече е свидетел на въвеждането на звукови филми. Чаплин е циничен по отношение на тази нова среда и техническите недостатъци, които представя, като вярва, че на говорещите филми им липсва артистичността на немите филми. Той също се колебае да промени формулата, която му носи толкова успех и се опасява, че ако на Скитника му се даде глас, това ще ограничи международната му привлекателност. Следователно решава да отхвърли новата холивудска лудост и започва работа по нов ням филм. Все пак се безпокои за това си решение и остава така по време на продукцията на филма.
Когато заснемането започва в края на 1928 г., Чаплин работи върху историята почти една година. Във филма се разказва за любовта на Скитника към едно момиче, продавачка на цветя (изиграна от Вирджиния Черил) и усилията му да събере пари за нейната операция за възвръщане на зрението. Това е продукция с предизвикателства, която продължава 21 месеца. Чарли по-късно признава, че е работил в състояние на невроза и желание за съвършенство. Едно предимство, което той открива в звуковата технология, е възможността да запише музикално произведение за филма, което той сам съставя и композира.
Чаплин завършва „Светлините на града“ през декември 1930 г., когато немите филми са анахронизъм. Представянето пред нищо неподозираща аудитория е неуспешно, но представянето за пресата предизвиква положителни отзиви. Един журналист пише:Никой в света освен Чарли Чаплин не би могъл да го направи. Той е единственият човек, който притежава това странно нещо, наречено обществено обаяние, достатъчно качествено, за да се противопостави на популярните говорщи филми.
Излизането на филма през януари 1931 г. се оказва финансов успех – в крайна сметка брутната печалба е над $3 милиона. Британският филмов институт го цитира като най-доброто постижение на Чарли Чаплин, а критикът Джеймс Аджи говори за заключителната сцена като за „най-великото актьорско майсторство и най-високият момент във филмите“. „Светлините на града“ остава любимият му филм от всичките му филми до края на живота му.

#### Модерни времена
„Светлините на града“ е успех, но Чаплин не е сигурен дали може да направи друг филм без диалог и звук. Той остава убеден, че звукът няма да работи в неговите филми, но също така е обсебен от депресиращ страх да остане старомоден. В това състояние на несигурност, в началото на 1931 г. комикът решава да си вземе почивка и да пътува. Прекарва месеци в Западна Европа, включително продължителни престои във Франция и Швейцария, и спонтанно решава да посети Япония.
В автобиографията си Чаплин си спомня, че при завръщането си в Лос Анджелис е объркан, без план, неспокоен и изключително самотен. За кратко време обмисля да се пенсионира и да се премести в Китай. Самотата на Чаплин е облекчена, когато се среща с 21-годишната актриса Полет Годар през юли 1932 г. и двойката започва романтична връзка. Той обаче не е готов да започне снимките на нов филм и се съсредоточава върху написването на сериал за пътуванията си (публикуван в „Дом на жените“). Пътуването е стимулиращо преживяване за Чаплин, включително срещи с няколко видни мислители, което го подтиква все повече да се интересува от световните дела. Състоянието на труда в Америка го безпокои и той се страхува, че капитализмът и въвеждането на машини на работното място ще увеличат равнището на безработицата. Именно тези притеснения стимулират и вдъхновяват следващия му филм.
„Модерни времена“ е определен от самия Чаплин като „сатира на определени фази от нашия промишлен живот“. С участието на Скитника и Годар по време на Голямата депресия, снимките отнемат десет и половина месеца. Чаплин възнамерява да използва звук и диалог, но променя решението си по време на репетициите. Въпреки това той използва звукови ефекти както в предишния си филм. Изпълнението на една безсмислена песен обаче дава глас на Скитника за един-единствен път във филма. След записването на музиката, Модерни времена излиза през февруари 1936 г. За първи път в последните 15 години са изложени политически пристрастия и социален реализъм, факт, който привлича значително отразяване в пресата, въпреки опитите на комика да омаловажи проблема. Филмът печели по-малко, отколкото предишните му филми и получава смесени оценки, най-вече защото някои зрители не харесват политизирането. Днес „Модерни времена“ се счита от Британския филмов институт за един от най-добрите филми на Чаплин, докато Дейвид Робинсън казва, че филмът показва ненадминат връх на режисьора като създател на визуалната комедия.
След пускането на „Модерни времена“ Чарли Чаплин и Полет Годар заминават на пътуване в Далечния изток. Двойката отказва да коментира естеството на връзката си и не е известно дали са били женени или не в този момент. Доста по-късно той разкрива, че са сключили брак в Гуанджоу по време на това пътуване. До 1938 г. двамата се отчуждават един от друг, тъй като се фокусират усилено върху работата си. Въпреки че Годар е отново с водеща роля в следващия игрален филм на световноизвестния комик, „Великият диктатор“, в крайна сметка тя се развежда с Чаплин в Мексико през 1942 г. като цитира несъвместимост и раздяла за повече от година.

### Западане на популярността

#### Диктаторът
През 1940 г. Чаплин е изправен пред редица противоречия както в работата си, така и в личния си живот, които променят съдбата му и сериозно засягат популярността му в Съединените щати. Първото от тях е растящата му смелост да изразява политическите си убеждения. Дълбоко разтревожен от бурята на милитаристкия национализъм през 30-те години на миналия век, Чаплин установява, че не може да остави тези проблеми извън работата си. Паралелите между него и Адолф Хитлер са забелязани от широката публика: родени са само с 4 дни разлика, и двамата се издигат от бедност до световна известност, и двамата носят същите мустаци. Има дори слухове, че Хитлер имитира мустаците на Чаплин. Тази физическа прилика вдъхновява следващия филм, „Великият диктатор“, който е сатира на Хитлер и фашизма.
Комикът прекарва две години в разработването на сценария и започва да снима през септември 1939 г., шест дни след като Великобритания обявява война на Германия. Той се съгласява да използва говорим диалог, отчасти поради убеждението, че няма друг избор, но и защото признава, че е по-добър начин за предаване на политическо послание. Създаването на комедия за Хитлер се смята за много противоречиво начинание, но финансовата независимост му позволява да поеме риска. Заменя Скитника (който носи подобно облекло) с еврейски бръснар отчасти поради убеждението на нацистите, че е евреин. Играе и диктатора Хинкел, който е пародия на Хитлер.
„Великият диктатор“ прекарва една година в производство и е пуснат на екрана през октомври 1940 г. Филмът генерира огромен интерес, като критик на Ню Йорк Таймс го нарича „най-нетърпеливо очакваният филм на годината“ и е един от най-печелившите филми на епохата. Предизвика обаче и много спорове. Чарли Чаплин завършва филма с пет-минутна реч, в която изоставя бръснарския си характер, гледа директно в камерата и се произнася срещу войната и фашизма. Това открито антивоенно проповядване задейства намаляването на популярността му. „Великият диктатор“ получава пет номинации за Оскар, включително най-добър филм, най-добър оригинален сценарий и най-добър актьор.

#### Уна О'Нийл
В средата на 40-те години Чаплин е въвлечен в поредица от съдебни процеси, които заемат по-голямата част от времето му и значително повлияват на обществения му образ. Трудностите произтичат най-вече от любовната му афера с млада актриса на име Джоан Бери, с която той има интимна връзка между юни 1941 и есента на 1942 г. Бери, която показва обсесивно поведение и два пъти е арестувана, след като се разделят, се появява отново през следващата година и обявява, че е бременна с детето на Чаплин. Тъй като Чаплин отхвърля иска, Бери завежда дело за бащинство срещу него.
Директорът на Федералното бюро за разследване Дж. Едгар Хувър, който отдавна подозира политическите привързаности на Чаплин, използва възможността да генерира отрицателна публичност за него като част от кампания за разрушаване на образа на Чаплин, ФБР го представя четири обвинения, свързани с делото „Бери“. Най-сериозно от тях е предполагаемо нарушение на Mann Act, който забранява транспортирането на жени през държавните граници за сексуални цели. Историкът Ото Фридрих нарича това „абсурдно преследване“ на „древен статут“. Въпреки това ако комикът бъде признат за виновен е изправен пред възможността да лежи 23 години в затвор. В три от обвиненията липсват достатъчно доказателства, за да се стигне до съд, но процесът на Mann Act започва през март 1944 г. Чаплин е оправдан две седмици по-късно. Детето на Бери, Керъл Ан, е родено през октомври 1944 г., а делото за бащинство влиза в съда през февруари 1945 г. След два тежки съдебни процеса, Чаплин е обявен за баща на детето. Доказателствата от кръвни проби, които показват друго, не са допуснати в съда, а съдията нарежда на Чаплин да изплати детска издръжка, докато Карън Ан не стане на 21. Медийното отразяване е повлияно от ФБР, информацията е насочена повече към клюки и Чаплин изобразен в отрицателна светлина.
Противоречията около Чаплин се увеличават, когато две седмици след приключване на делото за бащинство, той се жени за най-новото си протеже, 18-годишната Уна О'Нийл – дъщеря на американския драматург Юджийн О'Нийл. Чаплин, на 54 г., я среща посредством филмов агент седем месеца по-рано. В своята автобиография Чаплин описва срещата си с О'Нийл като „най-щастливото събитие в своя живот“ и твърди, че е намерил съвършената любов. Синът на Чаплин, Чарлз младши, съобщава, че Уна боготвори баща му. Двамата остават женени до смъртта му и имат осем деца: Джералдин Лий (юли 1944 г.), Майкъл Джон (1946 г.), Джозефин Хана (март 1949 г.), Виктория (май 1951 г.), Юджийн Антъни (август 1953 г.), Джейн Сесил (май 1957 г.), Анет Емили (декември 1959 г.) и Кристофър Джеймс (юли 1962 г.)

#### Мосю Верду
Чаплин твърди, че съдебните дела с Бери осакатяват творчеството му и минава известно време, преди да започне отново да работи. През април 1946 г. той най-накрая започва да заснима филм, който е започнал през 1942 г. „Мосю Верду“ е черна комедия, историята на френски банков чиновник Верду (Чарли Чаплин), който губи работата си и започва да сключва брак и да убива богати вдовици, за да издържа семейството си – жена на инвалидна количка и малък син. Вдъхновението на Чаплин идва от Орсън Уелс, който иска да участва във филм за френския сериен убиец Анри Дезире Ландрю. Чаплин решава, че от концепцията ще стане прекрасна комедия и плаща на Уелс $5000 за идеята.
Чаплин отново провъзгласява политическите си възгледи в този филм, критикувайки капитализма и отстоявайки идеята, че светът насърчава масовото убийство чрез войни и оръжия за масово унищожение. Поради тази причина, филмът се сблъсква с противоречия, когато е пуснат на екран през април 1947 г. Чаплин е освиркан на премиерата и има призиви за бойкот. „Мосю Верду“ е първият филм на Чаплин, който е неуспешен във всяко едно отношение на територипта на САЩ. Посрещнат е по-добре в чужбина и сценарият е номиниран за награда Оскар. Той се гордее с филма, пишейки в автобиографията си: „Мосю Верду е най-умният и най-блестящият филм, който съм правил“.
Негативната реакция на филма до голяма степен се дължи на промените в обществения образ на Чаплин. Заедно с пораженията от скандала с Джоан Бери, той е обвинен публично, че е комунист. Политическата му активност се засилва по време на Втората световна война, когато се бори за откриването на Втори фронт, за да помогне на Съветския съюз и да подкрепи различни съветско-американски приятелски отношения. Той е приятелски настроен към няколко заподозрени комунисти и присъства на мероприптия, дадени от съветски дипломати в Лос Анджелис. В политическия климат на Америка от 40-те години на миналия век подобна дейност означава, че Чаплин се смята за „опасно прогресивен и аморален“. ФБР иска да го изгони от страната и започва официално разследване в началото на 1947 г.
Чаплин отрича да е комунист, вместо това нарича себе си миролюбив, но чувства, че усилията на правителството да потисне идеологията е неприемливо нарушение на гражданските права и свободи. Не искайки да мълчи по въпроса, той открито протестира срещу съдебните дела против членове на Комунистическата партия и срещу мерките на Комитета по разследване на антиамериканска дейност. Чаплин получава призовка да се яви пред този комитет, но не е призован като свидетел. Тъй като дейността му е широко разпространена в пресата и страховете от Студената война нарастват, възникват въпроси за неспособността му да вземе американско гражданство. Правят се постъпки той да бъде депортиран. Животът на Чарли Чаплин в Холивуд се счита че руши моралната същност на Америка. Неговите филми са наречени гнусни и непристойни за очите на американската младеж. Настоява се за неговото депортиране и дори за забрана на филмите му.

#### Светлините на рампата
Въпреки че Чаплин остава политически активен в годините след провала на „Мосю Верду“, неговият следващ филм, за един забравен водевилен комик и млада балерина в Лондон, е лишен от политически теми. Филмът е силно автобиографичен, като се позовава не само на детството на Чаплин и живота на родителите му, но и на загубата на популярност в Съединените щати. В „Светлините на рампата“ участват различни членове на семейството му, включително петте му най-големи деца и неговият полубрат Уилър Драйдън.
Заснемането започва през ноември 1951 г., през което време Чаплин прекарва три години в работа над сценария. Забелязва се по-сериозен тон от който и да е от предишните му филми, редовно използвайки думата меланхолия, когато обяснява плановете си на Клер Блум. Появява се и Бъстър Кийтън, когото Чаплин използва като партньор в сцена на пантомима. Това отбелязва единствения път, когато комиците работят заедно.
Чаплин решава да проведе световната премиера в Лондон, тъй като това е мястото, където се развива действието на филма. Когато напуска Лос Анджелис, той предупреждава, че няма да се върне. В Ню Йорк на 18 септември 1952 г. той се качва на борда на RMS Queen Elizabeth със семейството си. На следващия ден главният прокурор Джеймс П. Макграрий отменя разрешението за повторно влизане на Чаплин и заявява, че ще трябва да се подложи на интервю относно политическите си възгледи и морално поведение, за да се върне отново в САЩ. Макар Макграрий да заявява пред пресата, че има доста добро дело срещу Чаплин, заключението въз основа на документите на ФБР, издадени през 80-те години е, че правителството на САЩ не разполага с реални доказателства, за да предотврати повторното влизане на Чаплин. Възможно е той да е получил достъп, ако е поискал такъв. Въпреки това, когато Чаплин получава новините, той решава да прекъсне връзките си със Съединените щати.
Тъй като цялата му собственост остава в Америка, Чаплин се въздържа да каже нещо негативно за инцидента в пресата. Скандалът привлича огромно внимание, но самипт той и неговият филм са топло посрещнати в Европа. В Америка враждебността към него продължава и въпреки че получава някои положителни отзиви, „Светлините на рампата“ е бойкотиран в широки мащаби.

### Последни години в Европа

#### Един крал в Ню Йорк
Чаплин не прави опит да се върне в Съединените щати след отмяната на разрешението за повторно влизане, вместо това той изпраща съпругата си да уреди делата му. Двойката решава да се установи в Швейцария и през януари 1953 г. семейството се премества в постоянен дом: Manoir de Ban, имот от 14 хектара (35 акра) с изглед към Женевското езеро в Корзие-сюр Вевей. Къщата и студиото си в Бевърли Хилс обявява за продан. На следващата година съпругата му се отказва от американското си гражданство и става британски гражданин. Чаплин скъсва последните си професионални връзки със Съединените щати през 1955 г., когато продава останалата част от акциите си в United Artists, която има финансови затруднения още от началото на 40-те години.
Чарли Чаплин остава спорна фигура през 50-те години, особено след като получава Международната награда за мир от просъветския Световен съвет на мира и след срещите си с Чжоу Енлай и Никита Хрушчов. Той започва да снима първия си европейски филм „Един крал в Ню Йорк“ през 1954 г. включвайки няколко от последните си преживявания в сценария. Политическата сатира е насочена срещу елементи от културата на 50-те години – включително консумативизма, пластичната хирургия и широкоекранното кино.
Чаплин създава нова продуцентска компания, Атика, и използва Шепъртън Студиос за снимки. Заснемането в Англия се оказва трудно, тъй като е свикнал със собственото си студио в Холивуд и с познато обкеъжение, а и вече няма неограничено време за финанси. Тези обстоятелства имат негативен ефект върху качеството на филма, който е пуснат на екраните през септември 1957 г. и получава смесени рецензии. Чаплин не допуска американските журналисти до премиерата си в Париж и решава да не пусне филма в САЩ. Това сериозно ограничава приходите си, въпреки че постига умерен търговски успех в Европа. „Един крал в Ню Йорк“ не е показан в Америка до 1973 г.

#### Възобновен интерес и награди
През последните две десетилетия на кариерата си Чаплин се съсредоточава върху преработката и подготовка на старите си филми за повторно пускане, заедно със защитата на правата им на собственост и разпространение. В интервю, дадено през 1959 г., годината на 70-годишния му рожден ден, Чаплин заявява, че „все още има място за Малкия човек в атомната епоха“. Първите от тези преиздания са нови версии на „Животът на едно куче“, „На рамо“ и „Пилигримът“.
В Америка политическата атмосфера започва да се променя и вниманието отново се насочва към филмите на Чаплин вместо към неговите възгледи. През юли 1962 г. „Ню Йорк Таймс“ публикува редакционна статия, в която се казва, че „ние не вярваме, че Републиката ще бъде в опасност, ако на вчерашния незабравим малък скитник бъде позволено да се спусне по парапета на параход или самолет в американско пристанище“. През същия месец му е дадена почетна докторска степен от университетите в Оксфорд и Дърам. През ноември 1963 г. театър „Плаза“ в Ню Йорк започва серия от филми на Чаплин, сред които „Мосю Верду“ и „Светините на рампата“, които получават отлични рецензии от американските критици. През септември 1964 г. се появяват мемоарите на Чаплин „Моята автобиография“, над които той работи от 1957 г. насам. Книгата е от 500 страници и се фокусира върху ранните години и личния му живот и се превръща в световен бестселър, въпреки критиките към липсата на информация за неговата филмова кариера.
Малко след публикуването на мемоарите си той започва работа по „Графиня от Хонг Конг“ (1967 г.), романтична комедия, базирана на сценарий, който е написал за Полет Годар през 30-те години на миналия век. Действието се раавива на параход, в ролята на американския посланик е Марлон Брандо, а София Лорен е случайно попаднала в каютата му. Филмът се различава от предишните продукции на Чаплин в няколко аспекта. Той е първият, който използва Technicolor и широкоекранен формат, докато се съсредоточава върху режисирането и се появява на екрана само за малко като болен от морска болест стюарт. Подписва договор с Universal Pictures и назначава своя асистент Джером Епстайн за продуцент. Платена му е такса за директор от 600 000 долара, както и процент от брутните доходи. „Графиня от Хонг Конг“ е с премиера през януари 1967 г., получава неблагоприятни отзиви и е провал в бокс офиса. Чарли Чаплин е дълбоко наранен от отрицателната реакция на филма, който се оказва последният му.
Чаплин претърпява поредица от незначителни инсулти в края на 60-те години, което бележи началото на бавен спад в здравословното му състояние. Независимо от неуспехите, той скоро написва нов филмов сценарий „Чудачката“ – история за крилато момиче от Южна Америка, което е отвлечено и продавано в Лондон. Филмът е подготвян за неговата дъщеря Виктория. Но крехкото му здраве предотвратява реализацията на проекта. В началото на 70-те години Чаплин се съсредоточава върху пускането на старите си филми, включително „Хлапето“ и „Циркът“. През 1971 г. е назначен за командир на Националния орден на почетния легион на филмовия фестивал в Кан. През следващата година е отличен със специалната награда на Филмовия фестивал във Венеция. През 1972 г. Академията за филмови изкуства и науки предлага на Чарли Чаплин почетна награда. Първоначално той се колебае дали да приеме, но решава да се върне в САЩ за първи път след 20 години. Посещението привлича вниманието на пресата, а на приема получава дванадесет минути овации на крака, най-дългите в историята на Академията. Чаплин за втори път получава Оскар. Видимо развълнуван, той приема наградата за неизмеримия ефект, който има при създаването на филмови произведения на изкуството.
Въпреки че все още има планове за бъдещи филмови проекти, към средата на 70-те години здравето му се влошава значително. Преживява отново няколко последователни микроинсулта, което затруднява комуникацията му и трябва да използва инвалидна количка. Последните му проекти са картинна автобиография, „Моят живот в снимки“ (1974 г.) и „Парижанка“ за преиздаване през 1976 г. Появява се в документален филм за живота си, „Джентълментът скитник“ (1975 г.), режисиран от Ричард Патерсън. По време на Новогодишните чествания през 1975 г. Чаплин е посветен в рицарско звание от кралица Елизабет II, но е твърде слаб, за да коленичи и получава честта в инвалидната количка. Чаплин е женен 4 пъти и има общо 11 деца.

#### Смърт
В края на 1960-те здравословното състояние на Чарли Чаплин започва бавно да се влошава след прекарани няколко микроинсулта. След награждаването му със специален почетен Оскар за цялостния му принос през 1972 г. този процес се ускорява значително. Около октомври 1977 г. той вече не може да общува и е прикован към инвалидната количка, като се нуждае от непрекъснати денонощни грижи. Умира в съня си на 25 декември 1977 г., на Рождество Христово (празник, който не обича да празнува поради болезнени детски спомени), на 88 години, в малкия швейцарски град Веве. Погребан е във Во, Швейцария на 27 декември 1977 г. със скромна церемония каквото е неговото желание.
На 2 март 1978 година неговият ковчег е изкопан и откраднат от двама емигранти – полякът Роман Вардас и българинът Ганчо Ганев с цел да изнудват семейството му за пари. Замисълът се проваля и крадците са заловени след мащабна полицейска акция през май 1978 г., а ковчегът е открит единадесет седмици по-късно, закопан край Женевското езеро в градчето Новил. Тялото му е препогребано под двуметров бетон, за да се предотвратят подобни бъдещи посегателства.

## Филмография

### Пълнометражни филми
| Година | Филм                  | Оригинално заглавие       |
| ------ | --------------------- | ------------------------- |
| 1921   | Хлапето               | The Kid                   |
| 1923   | Парижанка             | A Woman of Paris          |
| 1925   | Треска за злато       | The Gold Rush             |
| 1928   | Циркът                | The Circus                |
| 1931   | Светлините на града   | City Lights               |
| 1936   | Модерни времена       | Modern Times              |
| 1940   | Великият диктатор     | The Great Dictator        |
| 1947   | Мосю Верду            | Monsieur Verdoux          |
| 1952   | Светлините на рампата | Limelight                 |
| 1957   | Един крал в Ню Йорк   | A King in New York        |
| 1967   | Графиня от Хонконг    | A Countess From Hong Kong |

### Късометражни филми
- 1914
  - Between Showers
  - A Busy Day
  - Caught in a Cabaret
  - Caught in the Rain
  - Cruel, Cruel Love
  - Dough and Dynamite
  - The Face on the Bar Room Floor
  - The Fatal Mallet
  - A Film Johnnie
  - Gentlemen of Nerve
  - Запознанство (Getting Acquainted)
  - Her Friend the Bandit
  - His Favoritαe Pastime
  - His Musical Career
  - His New Profession
  - His Prehistoric Past
  - Мястото му за срещи (His Trysting Place)
  - Kid Auto Races at Venice
  - The Knockout
  - Laughing Gas
  - Mabel at the Wheel
  - Mabel's Busy Day
  - Mabel's Married Life
  - Mabel's Strange Predicament
  - Making a Living
  - The Masquerader
  - Новият портиер (The New Janitor)
  - The Property Man
  - Recreation
  - The Rounders
  - The Star Boarder
  - Tango Tangles]
  - Those Love Pangs
  - Twenty Minutes of Love
- 1915
  - The Bank
  - Charlie Chaplin's Burlesque on Carmen
  - By the Sea
  - The Champion
  - His New Job
  - His Regeneration
  - In the Park
  - A Jitney Elopement
  - A Night Out
  - A Night in the Show
  - Shanghaied
  - „Скитникът“ (The Tramp)
  - A Woman
  - Work
- 1916
  - Behind the Screen
  - The Count
  - The Fireman
  - The Floorwalker
  - „В един часа след полунощ“ (One A.M.)
  - The Pawnshop
  - Police!
  - The Rink
  - The Vagabond
- 1917
  - The Adventurer
  - The Cure
  - Easy Street
  - The Immigrant
- 1918
  - The Bond
  - Shoulder Arms
  - A Dog's Life
  - Triple Trouble
- 1919
  - A Day's Pleasure
  - Sunnyside
- 1921
  - The Idle Class
- 1922
  - Pay Day
- 1923
  - Пилигримът (The Pilgrim)